# Закон про оборону Королівства
Закон про оборону Королівства (англ. Defence of the Realm Act 1914, скорочено — DORA) був прийнятий у Сполученому Королівстві 8 серпня 1914 року, через чотири дні після вступу в Першу світову війну. Він дав широкомасштабні повноваження Уряду в період війни, такі як повноваження на реквізицію будівель або земель, необхідних для військових дій, або встановлення правил на упередження кримінальних злочинів.

DORA надавала Уряду широкі і різноманітні авторитарні механізми соціального контролю, такі як цензура: 
«Жодна людина не може в усній формі або в письмовій формі поширювати відомості, які можуть викликати незадоволення або тривогу серед будь-яких військових сил Його Величності або серед цивільного населення»
Британські активісти, які виступали проти участі країни у війні, зокрема Джон Маклін, Віллі Галлахер, Джон Вільям Муйр та Бертран Расселл, були заарештовані і доправлені до в'язниці[джерело?].
Інші норми DORA в мирний час забороняли запускати повітряні змії, розпалювати вогнища, продаж, купівлю і використання біноклів, годувати диких тварин, обговорювати військово-морські питання та вживати алкоголь на громадському транспорті. Обмежувався продаж міцних алкогольних напоїв, а часи роботи пабів було обмежено: з полудня до 15:00 та з 18:30 до 21:30 (вимога про розрив у другій половині дня в дозволених годинах тривала в Англії, доки не було прийнято Закон про ліцензування 1988 р.).

## Мета Закону
Закон був розроблений для запобігання вторгненню супротивника на Британські острови та забезпечення підтримки високого рівня морального духу серед цивільного населення. Вводилась жорстка цензура публікацій у пресі та листів, що надсилалися військовими додому з фронту. Категорично заборонялися будь-які повідомлення в пресі про дислокацію і переміщення військ, їх чисельність, наявність чи нестачу озброєння та продовольства, умови в яких воюють війська, будь-якої іншої (технічної) інформації, яку міг використати ворог або яка могла негативно вплинути на моральний дух цивільного населення. Люди, які порушили встановлені Законом правила з метою надання допомоги ворогу, могли бути засуджені до смертної кари. 10 чоловік були страчені за порушення норм цього Закону.
Хоча деякі положення DORA можуть здатися дивними, у них була своя мета і логіка. Політ повітряного змія, світло від багаття могли використовуватись як цілевказувачі для німецьких цепелінів, які здійснювали бомбардування. Після введення нормування продажу продовольства у 1918 році, годування диких тварин було визнано марнотратством. Наслідком цензури в пресі, були випадки, коли населення дізнавалося про втрату якогось населеного пункту вже після його повернення під контроль сил Британського експедиційного корпусу.

## Початковий закон, його зміна та консолідація
Розділ 1 (1) Закону про оборону Королівства містить такі основні норми:
(1) Його Величність, під час нинішньої війни, має владу видавати положення про повноваження та обов'язки Адміралтейства і Ради Армії та сил Його Величності та інших осіб, що діють від його імені, з метою забезпечення суспільної безпеки та захисту Королівства, із можливістю, за такими нормативно-правовими актами, дозволяти військовим судам судовий розгляд та покарання осіб, дії яких суперечать будь-яким положенням таких правил: 
(а) запобігання контакту осіб з ворогом або отримання інформації з цією метою або будь-якою метою, розрахованої на небезпеку для успіху операцій будь-якого підрозділу сил Його Величності або для надання допомоги ворогу; або
(b) забезпечення безпеки будь-яких засобів зв'язку, залізниць, причалів або портів; так само, як якщо б такі особи підлягали військовому законодавству і проходили дійсну військову службу і вчинили злочин відповідно до розділу 5 Закону про армію.
За період Першої світової війни до початкового тексту Закону зміни вносилися шість разів, спочатку 28 серпня 1914 року Законом про оборону Королівства (№ 2) Акт 1914 року, а потім 27 листопада 1914 року Законом про оборону Королівства 1914 року (Акт про консолідацію) (який скасував і замінив попередні акти). У 1915 році до нього тричі вносили правки.
Цей остаточний Закон містив таке:
(1) Його Величність має владу під час нинішньої війни, видати нормативні акти для забезпечення громадської безпеки та оборони цієї держави, а також щодо повноважень та обов'язків з цією метою Адміралтейства і Ради Армії та сил Його Величності та інших осіб, що діють від його імені; і може такими нормативно-правовими актами дозволяти судовий розгляд військовими судами або, у разі незначних правопорушень, судами загальної юрисдикції та покарання осіб, що вчиняють правопорушення, проти нормативних актів та, зокрема, проти будь-якого положення таких правил: 
(а) запобігання контакту осіб з ворогом або отримання інформації для цієї мети або будь-якої мети, розрахованої на небезпеку успіху операцій будь-якого підрозділу сил Його Величності або сил союзників або надання допомоги ворогу;
(b) забезпечення безпеки сил і кораблів Його Величності та безпеки будь-яких засобів зв'язку та залізниць, портів та портів;
(с) запобігання поширенню фальшивих відомостей або повідомлень, які можуть викликати незадоволення Його Величності або втручання в успіх сил Його Величності на суші або на морі або на перешкоджання відносинам Його Величності з іноземними державами;
(d) забезпечення навігації суден відповідно до директив, наданих Адміністрацією Адміралтейства або під її керівництвом;
(е) інші заходи, з метою запобігання надання допомоги ворогу чи успішному веденню бойових дій.
(3) Адміралтейство або армійська рада має право: 
(а) контролювати увесь або будь-яку частину обсягу випуску будь-якої фабрики або майстерні, в якій виготовляються зброя, боєприпаси або військові склади та обладнання або будь-які предмети, необхідні для їх виробництва;
(b) конфісковувати та використовувати для цілей воєнно-військової служби Його Величності будь-яку таку фабрику чи майстерню або будь-який обсяг продукції з неї.

## Подібне законодавство
| Епоха                       | Юрисдикція      | Законодавство |
| --------------------------- | --------------- | --- |
| Перша світова війна         | Австралія       | Закон про воєнні запобіжні заходи 1914 року (англ. War Precautions Act 1914)                                                                                                   |
| Перша світова війна         | Канада          | Закон про військові заходи (англ. War Measures Act) |
| Перша світова війна         | США             | Закон про шпигунство 1917 року (англ. Espionage Act of 1917); Закон про підбурювання до заколоту 1918 року (англ. Sedition Act of 1918)                                        |
| Після Першої світової війни | Велика Британія | Закону про надзвичайні ситуації 1920 року (англ. Emergency Powers Act 1920); Закон про відновлення порядку в Ірландії 1920 р. (англ. Restoration of Order in Ireland Act 1920) |
| Друга світова війна         | Канада          | Закон про мобілізацію національних ресурсів (англ. National Resources Mobilization Act)                                                                                        |
| Друга світова війна         | Ірландія        | Закон про надзвичайні повноваження 1939 року (англ. Emergency Powers Act 1939)                                                                                                 |
| Друга світова війна         | Велика Британія | Закон про надзвичайні повноваження (оборону) 1939 р. (англ. Emergency Powers (Defence) Act 1939); Закон про зраду 1940 року (англ. Treachery Act 1940)                         |